# Diócesis de Saitama
La diócesis de Saitama (en latín: Dioecesis Saitamaen(sis) y en japonés: カトリックさいたま教区) es una circunscripción eclesiástica latina de la Iglesia católica en Japón, sufragánea de la arquidiócesis de Tokio. La diócesis tiene al obispo Mario Michiaki Yamanouchi, S.D.B. como su ordinario desde el 2 de junio de 2018. 

## Territorio y organización
La diócesis tiene 22 665 km² y extiende su jurisdicción sobre los fieles católicos de rito latino residentes en la región de Kantō en las prefecturas de Saitama, Gunma, Ibaraki y Tochigi.
La sede de la diócesis se encuentra en la ciudad de Saitama, en donde se halla la Catedral de Santa Teresa del Niño Jesús.
En 2020 en la diócesis existían 59 parroquias.

## Historia
La prefectura apostólica de Urawa fue erigida el 4 de enero de 1939 con la bula Quo uberiores del papa Pío XI, obteniendo el territorio de la diócesis de Yokohama.
El 16 de diciembre de 1957 la prefectura apostólica fue elevada a diócesis con la bula Qui superna Dei del papa Pío XII.
El 31 de marzo de 2003 tomó su nombre actual, luego de que la ciudad de Urawa se fusionara el 1 de mayo de 2001 con las ciudades de Ōmiya y Yono para formar la ciudad de Saitama.

## Estadísticas
De acuerdo al Anuario Pontificio 2021 la diócesis tenía a fines de 2020 un total de 119 820 fieles bautizados.
| Año                                                                             | Población            | Población  | Población      | Sacerdotes | Sacerdotes    | Sacerdotes    | Bautizados por sacerdote | Diáconos permanentes | Religiosos | Religiosos | Parroquias |
| Año                                                                             | Bautizados católicos | Total      | % de católicos | Total      | Clero secular | Clero regular | Bautizados por sacerdote | Diáconos permanentes | Varones    | Mujeres    | Parroquias |
| ------------------------------------------------------------------------------- | -------------------- | ---------- | -------------- | ---------- | ------------- | ------------- | ------------------------ | -------------------- | ---------- | ---------- | ---------- |
| 1950                                                                            | 2807                 | 7 221 286  | 0.0            | 17         | 1             | 16            | 165                      |                      | 12         | 5          | 12         |
| 1970                                                                            | 10 632               | 8 983 110  | 0.1            | 75         | 9             | 66            | 141                      |                      | 76         | 147        | 44         |
| 1980                                                                            | 12 981               | 11 429 000 | 0.1            | 77         | 13            | 64            | 168                      |                      | 79         | 165        | 46         |
| 1990                                                                            | 16 761               | 13 048 924 | 0.1            | 68         | 16            | 52            | 246                      |                      | 63         | 186        | 59         |
| 1999                                                                            | 78 994               | 13 928 489 | 0.6            | 59         | 15            | 44            | 1338                     | 2                    | 53         | 168        | 60         |
| 2000                                                                            | 79 129               | 13 974 550 | 0.6            | 61         | 15            | 46            | 1297                     | 2                    | 56         | 176        | 60         |
| 2001                                                                            | 87 208               | 14 037 331 | 0.6            | 61         | 13            | 48            | 1429                     | 1                    | 58         | 172        | 60         |
| 2002                                                                            | 87 312               | 13 965 767 | 0.6            | 66         | 15            | 51            | 1322                     | 1                    | 59         | 185        | 60         |
| 2003                                                                            | 89 913               | 14 045 552 | 0.6            | 68         | 16            | 52            | 1322                     | 2                    | 60         | 176        | 59         |
| 2004                                                                            | 90 463               | 14 179 715 | 0.6            | 60         | 17            | 43            | 1507                     | 3                    | 50         | 191        | 57         |
| 2010                                                                            | 100 477              | 14 139 486 | 0.7            | 55         | 18            | 37            | 1826                     | 5                    | 41         | 168        | 59         |
| 2014                                                                            | 120 873              | 14 126 640 | 0.9            | 58         | 24            | 34            | 2084                     | 7                    | 37         | 279        | 53         |
| 2017                                                                            | 120 290              | 14 129 148 | 0.9            | 50         | 24            | 26            | 2405                     | 6                    | 30         | 159        | 59         |
| 2020                                                                            | 119 820              | 14 074 691 | 0.9            | 48         | 22            | 26            | 2496                     | 5                    | 29         | 132        | 59         |
| Fuente: Catholic-Hierarchy, que a su vez toma los datos del Anuario Pontificio. |                      |            |                |            |               |               |                          |                      |            |            |            |

## Episcopologio
- Ambroise Leblanc, O.F.M. † (1939-1940 renunció)
  - Sede vacante (1940-1945)
- Paul Sakuzo Uchino † (13 de diciembre de 1945-1957 renunció)
- Laurentius Satoshi Nagae † (24 de diciembre de 1957-20 de diciembre de 1979 renunció)
- Francis Xavier Kaname Shimamoto, Ist. del Prado † (20 de diciembre de 1979-8 de febrero de 1990 nombrado arzobispo de Nagasaki)
- Peter Takeo Okada † (15 de abril de 1991-17 de febrero de 2000 nombrado arzobispo de Tokio)
- Marcellino Taiji Tani (10 de mayo de 2000-27 de julio de 2013 renunció)
  - Sede vacante (2013-2018)[4]
- Mario Michiaki Yamanouchi, S.D.B., desde el 2 de junio de 2018